# Schumacher (cráter)

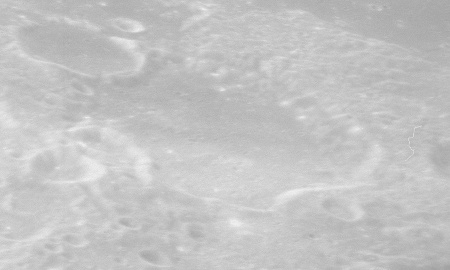
Fotografía de la misión Apolo 16

Schumacher es un cráter de impacto que se encuentra en la parte noreste de la Luna, justo al norte de la llanura amurallada del cráter Messala. Las dos formaciones están separadas por una franja rugosa de terreno de menos de 10 kilómetros de anchura, bisecada por un par de pequeños cráteres unidos entre sí. El miembro norte de esta pareja atraviesa el borde sur de Schumacher, alcanzando el suelo interior.
|  |

El borde de este cráter forma un anillo erosionado, interrumpido en el lado occidental por el cráter inundado de lava Schumacher B.  La pared interior noroeste presenta un moderado aterrazamiento. El borde también es entallado en el lado oriental por un par de protuberancias hacia el exterior. El suelo interior de este cráter ha sido regenerado por la lava basáltica, formando una llanura llana, casi sin rasgos destacables. El suelo es un poco más oscuro en la mitad occidental, dado que el albedo de la mitad oriental coincide con el del terreno lunar circundante.

## Cráteres satélite
Por convención estos elementos son identificados en los mapas lunares poniendo la letra en el lado del punto medio del cráter que está más cercano a Schumacher.
|            | \| Schumacher \| Coordenadas \| Diámetro \| \| ---------- \| ---------------------------- \| -------- \| \| B \| 42°06′N 59°24′E / 42.1, 59.4 \| 24 km \| |          |
| Schumacher | Coordenadas | Diámetro |
| B          | 42°06′N 59°24′E / 42.1, 59.4 | 24 km    |